# Uvaria obanensis
Uvaria obanensis este o specie de plante angiosperme din genul Uvaria, familia Annonaceae, descrisă de Baker f.. Conform Catalogue of Life specia Uvaria obanensis nu are subspecii cunoscute.